# Kiełbasa swojska pilzneńska
Kiełbasa swojska pilzneńska – tradycyjna podkarpacka kiełbasa, wyrabiana z mięsa wieprzowego podczas świniobicia w gospodarstwach, z ośrodkiem w pobliżu Pilzna w Małopolsce.
Kiełbasa wytwarzana jest historycznie ugruntowanymi metodami, wędzona tradycyjnie dymem nad paleniskiem uzyskanym ze spalania drewna olchowego. Swój smak, aromat i kruchość zawdzięcza najwyższej jakości mięsa wieprzowego oraz naturalnych przypraw głównie pieprzu i czosnku. Do produkcji kiełbasy nie używa się środków konserwujących.
Jej udokumentowane regionalne pochodzenie wpisane jest w historię podkarpackiego wędliniarstwa etnograficznie związanego z średniowiecznymi Sasami, bowiem tradycje rzeźnicze w Pilźnie sięgają XV wieku, już wtedy miasto słynęło z cechów rzeźniczych.
Kiełbasa wpisana jest na listę produktów tradycyjnych MRiRW. Produkowana w Pilznie m.in. przez Przedsiębiorstwo Przemysłu Mięsnego TAURUS Sp. z o.o.